# Список мэров Сан-Франциско
Мэр города и округа Сан-Франциско (англ. Mayor of the City and County of San Francisco) — глава исполнительной ветви власти Сан-Франциско. Мэр отвечает за исполнение законов города и имеет право одобрять законопроекты, принятые Наблюдательным советом Сан-Франциско, или накладывать на них вето. Срок полномочий мэра составляет 4 года с правом однократного переизбрания. В связи с тем, что Сан-Франциско имеет статус объединенного города-округа, мэр также является главой правительства округа; обе административно-территориальные единицы управляются одним сгруппированным набором органов власти с 1856 года.
Всего в истории данную должность занимали 44 человека, включая действующего мэра. Первым мэром города был Джон Гири, избранный в 1850 году. Чарльз Джеймс Бренэм, занимавший пост мэра в 1850-х годах — единственный, кто служил в этой должности два срока не подряд. Самый длительный срок был у Джеймса Рольфа, который проработал более 18 лет до своей отставки и стал губернатором Калифорнии. Продолжительность его пребывания на посту мэра во многом объяснялась его популярностью. За время его правления в Сан-Франциско была расширена транспортная система, построен Сивик Сентер и проведена Всемирная выставка.

## Выборы
Мэр Сан-Франциско избирается каждые 4 года; выборы проходят за год до президентских выборов в день выборов в ноябре. Кандидаты должны проживать в Сан-Франциско и быть там зарегистрированными в качестве избирателя в период выборов. Избранный мэр обычно принимает присягу 8 января следующего года. Следующие выборы на должность пройдут в 2015 году.
Согласно конституции Калифорнии, все городские выборы в штате проходят на беспартийной основе. В результате политическая принадлежность кандидатов в бюллетенях не указывается.
Выборы мэра первоначально проводились в два тура. Если ни один из кандидатов не получал простого большинства голосов, двое кандидатов, набравшие больше всего голосов, состязались во втором туре, проводимом несколько недель спустя. В 2002 году система выборов городских чиновников была реформирована согласно итогам общегородского референдума. Новая избирательная система, называемая рейтинговым голосованием, позволяет избирателям выбрать и отранжировать трех кандидатов по собственным предпочтениям. В случае, когда никто не набирает больше половины голосов за «первое место», кандидат, набравший наименьшее число голосов, вычеркивается, после чего голоса за «второе» (а при необходимости — и «третье») место подсчитываются до тех пор, пока не выявится кандидат, получивший большинство голосов. Этот способ выборов устраняет необходимость во втором туре и экономит денежные средства. Впервые по этой системе прошли выборы Наблюдательного совета в 2004 году после двух лет подготовки. В 2007 году новая избирательная система была применена на выборах мэра.

## Обязанности и полномочия
Мэр обязан следить за исполнением всех законов города, управлять городскими ведомствами и межгосударственными мероприятиями и координировать их, излагать правила и задачи Наблюдательному совету, а также подготавливать и представлять городской бюджет в конце каждого финансового года. В полномочия мэра входит одобрение законопроектов, принятых Наблюдательным советом Сан-Франциско, либо наложение на них вето, участие в собраниях совета и его комитетов, назначение замен на любые городские выборные должности до выборов, а также одного из членов совета исполняющим обязанности мэра в своё отсутствие; наконец, руководство служащими в чрезвычайных ситуациях.

## Порядок преемственности
Если мэр, не назначив исполняющего обязанности, подаст в отставку, станет неспособным нести службу или умрет в должности, то председатель Наблюдательного совета станет исполняющим обязанности мэра до тех пор, пока совет в полном составе не выберет кого-либо, чтобы тот заполнил вакансию и дослужил остаток периода полномочий предыдущего мэра. (В случае, если и председатель Наблюдательного совета и мэр становятся нетрудоспособными, исполняющий обязанности избирается советом). Всего замена мэра осуществлялась 4 раза: Джеймс Отис умер в должности и был сменен Джорджем Хьюстоном,[a] Джеймс Рольф подал в отставку, его заменил Анджело Росси,[c] Джордж Москоне был убит, его сменила Дайэнн Файнстайн,[d] а Гэвин Ньюсом подал в отставку, его преемником стал Эд Ли.[e]

## Список
См. также Список мэров Сан-Франциско до перехода Калифорнии в состав США
Всего должность мэра Сан-Франциско занимали 42 лица (включая действующего Эд Ли). Наиболее длинный период полномочий прослужил Джеймс Рольф — более 18 лет до подачи в отставку для избрания губернатором Калифорнии. Период полномочий Рольфа был настолько долгим большей частью благодаря его популярности. Во время службы Джеймса Рольфа в Сан-Франциско была расширена система городского транспорта, построен административно-культурный центр и проведена Панамо-Тихоокеанская международная выставка. Самый короткий срок проработал Чарльз Бокстон — всего 8 дней до подачи в отставку. Двое мэров умерли в должности: Отис умер от болезни, а Москоне был убит. Дайэнн Файнстайн — единственная женщина, Уилли Браун — единственный афроамериканец, а Эд Ли — единственный американец азиатского происхождения соответственно, когда-либо занимавший должность мэра города.
11 мэров родились в Сан-Франциско: Леви Ричард Эллерт, Джеймс Фелэн, Юджин Шмиц, Джеймс Рольф, Элмер Робинсон, Джон Шелли, Джозеф Алиото, Джордж Москоне, Дайэнн Файнстайн, Фрэнк Маккоппин и Гэвин Ньюсом. Четверо мэров родились за рубежом: Фрэнк Маккоппин и Патрик Генри Маккарти (Великобритания, современная Республика Ирландия), Адольф Сатроу (Королевство Пруссия, современная Германия) и Джордж Кристофер (Греция).
 Демократическая партия (18)
 Республиканская партия (10)
 Know Nothing (3)
 Союзная рабочая партия (Калифорния) (3)
 Популистская партия (3)
 Комитет бдительности Сан-Франциско (2)
 Партия вигов (2)
| #  | Портрет | Мэр | Мэр                                    | Вступил в должность | Ушел с должности     |
| -- | ------- | --- | -------------------------------------- | ------------------- | -------------------- |
| 1  |         |     | Джон Гири 1819—1873                    | 1 мая 1850 года     | 4 мая 1851 года      |
| 2  |         |     | Чарльз Джеймс Бренэм 1817—1876         | 5 мая 1851 года     | 31 декабря 1851 года |
| 3  |         |     | Стивен Рэндолл Хэррис 1802—1879        | 1 января 1852 года  | 9 ноября 1852 года   |
| 4  |         |     | Чарльз Джеймс Бренэм 1817—1876         | 10 ноября 1852 года | 2 октября 1853 года  |
| 5  |         |     | Корнелиус Кингслэнд Гэррисон 1809—1885 | 3 октября 1853 года | 1 октября 1854 года  |
| 6  |         |     | Стивен Полфри Уэбб 1804—1879           | 2 октября 1854 года | 30 июня 1855 года    |
| 7  |         |     | Джеймс Ван Несс 1808—1872              | 1 июля 1855 года    | 7 июля 1856 года     |
| 8  |         |     | Джордж Уилан —                         | 8 июля 1856 года    | 14 ноября 1856 года  |
| 9  |         |     | Ифрейм Уиллард Бэрр 1809—1894          | 15 ноября 1856 года | 2 октября 1859 года  |
| 10 |         |     | Генри Тешемахер 1823—1904              | 3 октября 1859 года | 30 июня 1863 года    |
| 11 |         |     | Генри Перрин Кун 1822—1884             | 1 июля 1863 года    | 1 декабря 1867 года  |
| 12 |         |     | Фрэнк Маккоппин 1834—1897              | 2 декабря 1867 года | 5 декабря 1869 года  |
| 13 |         |     | Томас Генри Селби 1820—1875            | 6 декабря 1869 года | 3 декабря 1871 года  |
| 14 |         |     | Уильям Элворд 1833—1904                | 4 декабря 1871 года | 30 ноября 1873 года  |
| 15 |         |     | Джеймс Отис[a] 1826—1875               | 1 декабря 1873 года | 30 октября 1875 года |
| 16 |         |     | Джордж Хьюстон[a] 1826—1891            | 4 ноября 1875 года  | 5 декабря 1875 года  |
| 17 |         |     | Эндрю Джексон Брайант 1823—1888        | 6 декабря 1875 года | 30 ноября 1879 года  |
| 18 |         |     | Айзек Смит Кэллош 1832—1887            | 1 декабря 1879 года | 4 декабря 1881 года  |
| 19 |         |     | Морис Кэри Блэйк 1815—1897             | 5 декабря 1881 года | 7 января 1883 года   |
| 20 |         |     | Вашингтон Бартлетт 1824—1887           | 8 января 1883 года  | 2 января 1887 года   |
| 21 |         |     | Эдвард Понд 1833—1910                  | 3 января 1887 года  | 4 января 1891 года   |
| 22 |         |     | Джордж Генри Сэндерсон 1824—1893       | 5 января 1891 года  | 2 января 1893 года   |
| 23 |         |     | Леви Ричард Эллерт 1857—1901           | 3 января 1893 года  | 6 января 1895 года   |
| 24 |         |     | Адольф Сатроу 1830—1898                | 7 января 1895 года  | 3 января 1897 года   |
| 25 |         |     | Джеймс Фелэн 1861—1930                 | 4 января 1897 года  | 7 января 1902 года   |
| 26 |         |     | Юджин Шмиц[b] 1864—1928                | 8 января 1902 года  | 8 июля 1907 года     |
| 27 |         |     | Чарльз Бокстон[b] 1860—1927            | 9 июля 1907 года    | 16 июля 1907 года    |
| 28 |         |     | Эдвард Робесон Тэйлор[b] 1838—1923     | 16 июля 1907 года   | 7 января 1910 года   |
| 29 |         |     | Патрик Генри Маккарти 1863—1933        | 8 января 1910 года  | 7 января 1912 года   |
| 30 |         |     | Джеймс Рольф[c] 1869—1934              | 8 января 1912 года  | 6 января 1931 года   |
| 31 |         |     | Анджело Росси[c] 1878—1948             | 7 января 1931 года  | 7 января 1944 года   |
| 32 |         |     | Роджер Лэпхэм 1883—1966                | 8 января 1944 года  | 7 января 1948 года   |
| 33 |         |     | Элмер Робинсон 1894—1982               | 8 января 1948 года  | 7 января 1956 года   |
| 34 |         |     | Джордж Кристофер 1907—2000             | 8 января 1956 года  | 7 января 1964 года   |
| 35 |         |     | Джон Шелли 1905—1974                   | 8 января 1964 года  | 7 января 1968 года   |
| 36 |         |     | Джозеф Алиото 1916—1998                | 8 января 1968 года  | 7 января 1976 года   |
| 37 |         |     | Джордж Москоне[d] 1929—1978            | 8 января 1976 года  | 27 ноября 1978 года  |
| 38 |         |     | Дайэнн Файнстайн[d] 1933—2023          | 4 декабря 1978 года | 7 января 1988 года   |
| 39 |         |     | Арт Агнос род. 1938                    | 8 января 1988 года  | 7 января 1992 года   |
| 40 |         |     | Фрэнк Джордан род. 1935                | 8 января 1992 года  | 7 января 1996 года   |
| 41 |         |     | Уилли Браун род. 1934                  | 8 января 1996 года  | 7 января 2004 года   |
| 42 |         |     | Гэвин Ньюсом род. 1967                 | 8 января 2004 года  | 10 января 2011 года  |
| 43 |         |     | Эдвин Ма Ли 1952—2017                  | 11 января 2011 года | 12 декабря 2017 года |
| 44 |         |     | Марк Фаррелл род. 1974                 | 11 января 2018 года | 11 июля 2018 года    |
| 45 |         |     | Лондон Брид род. 1974                  | с 11 июля 2018 года |                      |

## Другие должности мэров
Ниже перечислены губернаторские, парламентские и другие должности, которые когда-либо занимали мэры Сан-Франциско.
* Должность, ради которой мэр подал в отставку
| Мэр                | Время службы | Другие должности                                                                           | Источник             |
| ------------------ | ------------ | ------------------------------------------------------------------------------------------ | -------------------- |
| Джон Гири          | 1850—1851    | Территориальный губернатор Канзаса (1856—1857) Губернатор Пенсильвании (1867—1873)         | [ 15 ] [ 16 ]        |
| Стивен Полфри Уэбб | 1854—1855    | Мэр Сейлема (Массачусетс) (1842—1844, 1860—1862)                                           | [ 17 ]               |
| Джеймс Ван Несс    | 1855—1856    | Член Сената Калифорнии (1871)                                                              | [ 18 ]               |
| Генри Перрин Кун   | 1863—1867    | Полицейский судья Сан-Франциско (1856—?, два срока)                                        | [ 19 ]               |
| Морис Кэри Блэйк   | 1881—1883    | Депутат Ассамблеи Калифорнии (1857)                                                        | [ 20 ]               |
| Вашингтон Бартлетт | 1883—1887    | Член Сената Калифорнии (1873—1877) Губернатор Калифорнии (1887)                            | [ 21 ] [ 22 ] [ 23 ] |
| Джеймс Фелэн       | 1897—1902    | Сенатор от Калифорнии (1915—1921)                                                          | [ 24 ]               |
| Джеймс Рольф       | 1912—1931    | Губернатор Калифорнии* (1931—1934)                                                         | [ 21 ]               |
| Джон Шелли         | 1964—1968    | Член Сената Калифорнии (1938—1946) Депутат Палаты Представителей от Калифорнии (1949—1964) | [ 25 ]               |
| Джордж Москоне     | 1976—1978    | Член Сената Калифорнии (1966—1975)                                                         | [ 26 ]               |
| Дайэнн Файнстайн   | 1978—1988    | Сенатор от Калифорнии (1992—н.в.)                                                          | [ 27 ]               |
| Арт Агнос          | 1988—1992    | Депутат Ассамблеи Калифорнии (1976—1988)                                                   | [ 28 ] [ 29 ]        |
| Вилли Браун        | 1996—2004    | Депутат Ассамблеи Калифорнии (1964—1995)                                                   | [ 30 ]               |
| Гэвин Ньюсом       | 2004—2011    | Вице-губернатор Калифорнии* (2011—н.в.)                                                    | [ 31 ]               |

### Комментарии
- a  В 1875 году Джеймс Отис умер в должности от дифтерии. Депутат Наблюдательного совета Джордж Хьюстон стал исполняющим обязанности мэра до избрания Эндрью Брайанта[32][33].
- b  В июле 1907 года Юджин Шмиц был осужден за вымогательство и приговорен к 5 годам лишения свободы. Наблюдательный совет заменил Шмица депутатом Совета Чарльзом Бокстоном, который ранее получал взятки. Бокстон прослужил 8 дней до подачи в отставку. После этого Совет заменил Бокстона Эдвардом Тейлором[34][35].
- c  В 1931 году Джеймс Рольф подал в отставку, чтобы стать губернатором Калифорнии. Наблюдательный совет заменил Рольфа на Анджело Росси[36].
- d  27 ноября 1978 года Джордж Москоне и депутат Наблюдательного совета Харви Милк были убиты бывшим депутатом Совета Дэном Уайт. Депутат и председатель Совета Дайэнн Файнстайн была назначена исполняющей обязанности мэра.[26] Она дослужила остаток срока Москоне и впоследствии была переизбрана на данную должность дважды[37].
- e  10 января 2011 года Гэвин Ньюсом подал в отставку, чтобы стать вице-губернатором Калифорнии. Депутат и председатель Совета Дэвид Чиу[англ.] недолго служил исполняющим обязанности мэра до тех пор, пока главу администрации Эда Ли Совет единогласно не назначил дослуживать срок Ньюсома[14].